# Amamanganops baginawa
Amamanganops baginawa là một loài nhện trong họ Selenopidae. Loài này phân bố ở Philippines và được Sarah C. Crews & Harvey miêu tả năm 2011.